# Banski Dvor
Banski Dvor (în sârbă Бански двор, cu sensul de Curtea Banului) este o clădire și un centru cultural din Banja Luka. Clădirea a fost construită în perioada 1931-1932 ca sediu al banului Banovinei Vrbas, o regiune administrativă a Regatului Iugoslaviei.

## În prezent
Din 1998, Banski Dvor a devenit oficial instituție publică de cultură, iar în prezent este cel mai important centru cultural al orașului Banja Luka și Republicii Srpska, cu o mie de vizitatori pe an. În fiecare an sunt organizate sute de evenimente, remarcabile prin numărul mare și varietatea lor: concerte, expoziții ale artiștilor locali și străini, prezentări de cărți, mese rotunde și cooperează cu realizarea evenimentelor și festivalurilor importante ale orașului. Până la reconstrucția Palatului Republicii Srpska, în 2008, aceasta a fost sediul președintelui Republicii Srpska din Bosnia.
Cu ocazia împlinirii a 20 de ani de la întemeierea Republicii Srpska, pe fațada palatului a fost prezentată o proiecție multimedia tridimensională intitulată „Republika Srpska — Vocea care se aude”. Proiecția a fost prezentată în seara zilei de 9 ianuarie 2012, de Ziua Republicii Srpska. Proiecția în sine este un cadou de la președintele Republicii Srpska Milorad Dodik. Evenimentul a fost difuzat public de Radioteleviziunea Republicii Srpska.

## Palat

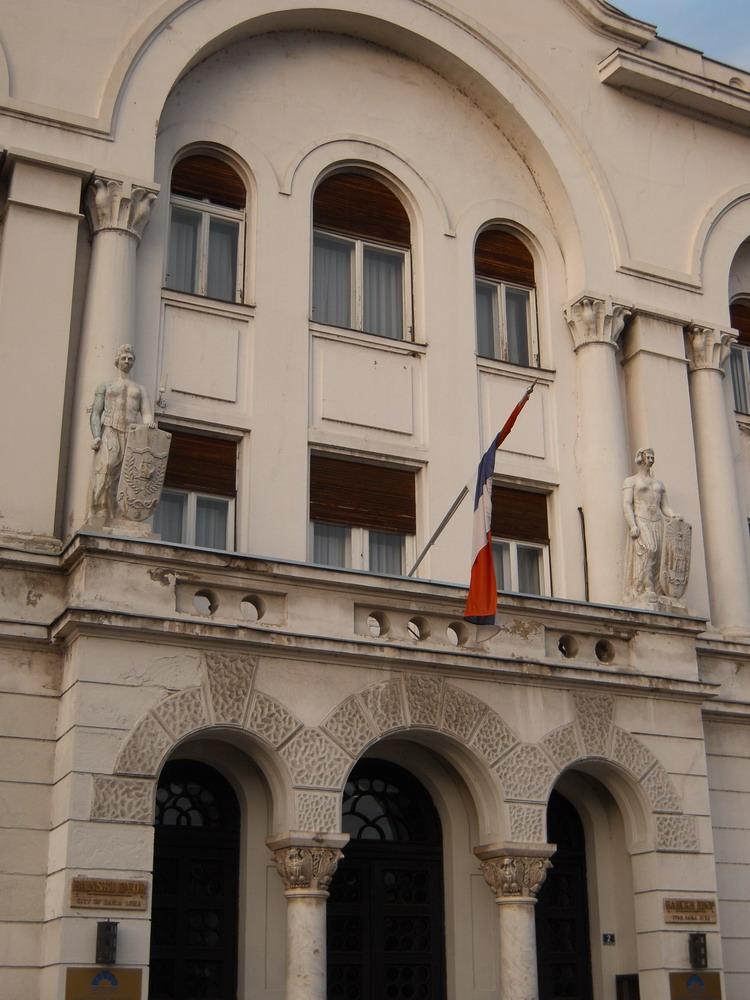

Când a fost fondat Banatul Vrbas în 1929, primul ban a fost Svetislav Tisa Milosavljević⁠(d), acesta a considerat că trebuie să-și construiască un sediu administrativ. La începutul anului 1931, concursul a fost anunțat în ziarele naționale din Belgrad și Saraievo, pentru schița conceptuală a Curții Banului (Banski Dvor) și Palatului lui Ban (Banski Palat). Primul premiu a fost acordat arhitecților din Belgrad Jovanka Bončić- Katerinić⁠(d), Anđelija Pavlovic și John G. Rankovic. Lucrarea majoră a fost atribuită companiei de construcții Kosta Šijački din Belgrad, sub conducerea tânărului arhitect Branko Jovanović⁠(d). Proiectarea artistică a fațadei și a interioarelor a fost condusă de sculptorul și academicianul Đorđe Jovanović⁠(d). Lucrările la Banski Dvor au început în martie 1931, în timp ce deschiderea oficială a clădirii a avut loc la 8 noiembrie 1932. Curtea Banatului a dispus de camere pentru ședințe, săli de conferințe, un hol, un apartament pentru vizitatori importanți, utilități de încălzire a camerelor, bucătărie, grupuri sanitare, vestiare și alte facilități.

## Arhitectură
Zona inferioară a clădirii este dominată de o influență renascentistă, iar clasicismul academic și elemente de arhitectură medievală sunt prezente în zona superioară. Conține, de asemenea, elemente populare din Peninsula Balcanică.
După Războiul din Bosnia și Herțegovina din 1992 până în 1995, în conformitate cu prevederile anexei acordului-cadru general pentru pace în Bosnia și Herțegovina și cu prevederile de punere în aplicare a deciziilor Comisiei de conservare a monumentelor naționale din Bosnia și Herțegovina, Banski Dvor se bucură de statutul de monument național, unul dintre cele mai importante din Bosnia și Herțegovina. Pe lângă valoarea arhitecturală excepțională, acest monument al patrimoniului arhitectural a conservat parțial spații interioare autentice, decoruri și mobilier. Interioarele conservate inițial sunt un întreg cultural, istoric și estetic inseparabil cu valorile arhitecturale generale ale clădirii. Este un monument unic cu un design interior reprezentativ de la începutul deceniului al IV-lea al secolului al XX-lea. Clădirea este opera unor creatori cunoscuți și a unor decoratori la vremea lor foarte apreciați. Datorită valorilor sale autentice, omogenității estetice și stilistice, care reprezintă reflectarea acestei perioade în istoria artei și documentarea valoroasă a acesteia, datorită gradului relativ ridicat de conservare în raport cu starea inițială, precum și a amenințării exprimate de schimbările reale și posibile care decurg din folosirea clădirii, este necesar să se facă cercetări științifice amănunțite asupra interioarelor și a mobilierului său autentic și să fie prezentate publicului profesional și publicului în general, astfel încât să se asigure conservarea acestor exemple excelente de artă aplicată a perioadei sale.

## Istorie
Palatul a fost folosit ca reședință a banului din Banovina Vrbas până în 1941. În timpul celui de-Al Doilea Război Mondial, interiorul său a fost distrus, iar cea mai mare parte a mobilierului scump, a picturilor și a altor obiecte s-a pierdut iremediabil. După război, casa a fost folosită ca un centru militar și politic. Din 1955, prin decizia luată de autoritățile orașului de atunci, clădirea a fost dată conducerii Casei de Cultură. La înființarea Republicii Srpska la 9 ianuarie 1992, Palatul Banului a devenit sediul președintelui. Din 1998 a devenit oficial o instituție publică de cultură numită Centrul Cultural Banski Dvor.

### Daunele din Al Doilea Război Mondial și utilizări ulterioare
Cele mai mari pagube aduse clădirii și interioarelor acesteia au avut loc în timpul celui de-Al Doilea Război Mondial, când aici se afla o trupă de comandă germană. În această perioadă, Sala Mare de ceremonii a fost folosită ca depozit pentru cereale, iar o perioadă chiar și ca grajd. În timpul războiului, interioarele au fost ruinate și o mare parte de mobilier și echipamente prețioase au fost jefuite - candelabre, covoare, artă, mobilier, ustensile de bucătărie. După eliberarea orașului Banja Luka, clădirea a fost folosită ca sediu al diviziei a 37-a de partizani macedoneni, astfel a fost parțial echipată ca un club al armatei.
După 1945 au apărut treptat adaptări ulterioare, iar clădirea a continuat să-și schimbe utilizatorii: Comitetul Raional al Partidului Comunist, Comitetul Municipal al Partidului Comunist, Comitetul Raional și Municipal al Tineretului Comunist, al Frontului Popular, Consiliul Antifascist al Femeilor, Consiliul Uniunii Raionale, Societatea Muncitoreasca culturală și artistică Pelagic.
Între 1952-1953, Consiliul Județean al Muncitorilor a alocat 4.500.000 de dinari iugoslavi și a organizat o acțiune de muncă în colective, pentru a readuce în folosință Sala Mare și alte spații deteriorate.

### Proiect de restaurare
Proiectul de restaurare din 1953 a fost semnat de arhitectul Stojan Borovnica, inginer din Bania Luka prezent la licitația din 1931. În timpul acestei renovări, în 1953, a apărut ideea ca clădirii să i se dea numele și funcția de Radnički Dom (Casa Muncitorilor). Noua funcție a început să prindă contur din 1954, când în clădire au început să se țină concerte, cursuri de balet, programe de muzică, poezie și teatru etc. În această perioadă a început să apară ideea înființării Centrului Cultural, între timp, în clădire se afla Biblioteca orășenească, Sala de lectură, Muzeul Orașului, Universitatea Muncitorilor, biroul de redacție al ziarului Banja Luka, postul Radio Club sau școala de muzică. Unele dintre aceste instituții au rămas în clădire până la cutremurul din 1969.

### Cutremur și ultimele schimbări
În timpul cutremurului din 1969 clădirea a fost foarte grav avariată, astfel că interiorul a suferit iarăși modificări. Restaurarea a fost efectuată în 1972 conform documentației originale a proiectului. Aspectul exterior al clădirii este o reconstrucție completă a aspectului inițial care aproape nu se abate cu nimic de la cel autentic, dar spațiile interioare s-au modificat semnificativ față de designul inițial, în amenajarea camerelor precum și în aspectul detaliilor. Parterul, Sala Mare și Salonul Albastru, holurile și scările au suferit cele mai puține modificări, în timp ce la în incinta etajului doi s-au făcut cele mai mari modificări, ceea ce este logic dacă se ține cont de faptul că această clădirea a fost adaptată la noua sa funcție - un set de activități administrative diferite în domeniul culturii, artei și științei.

## Galerie

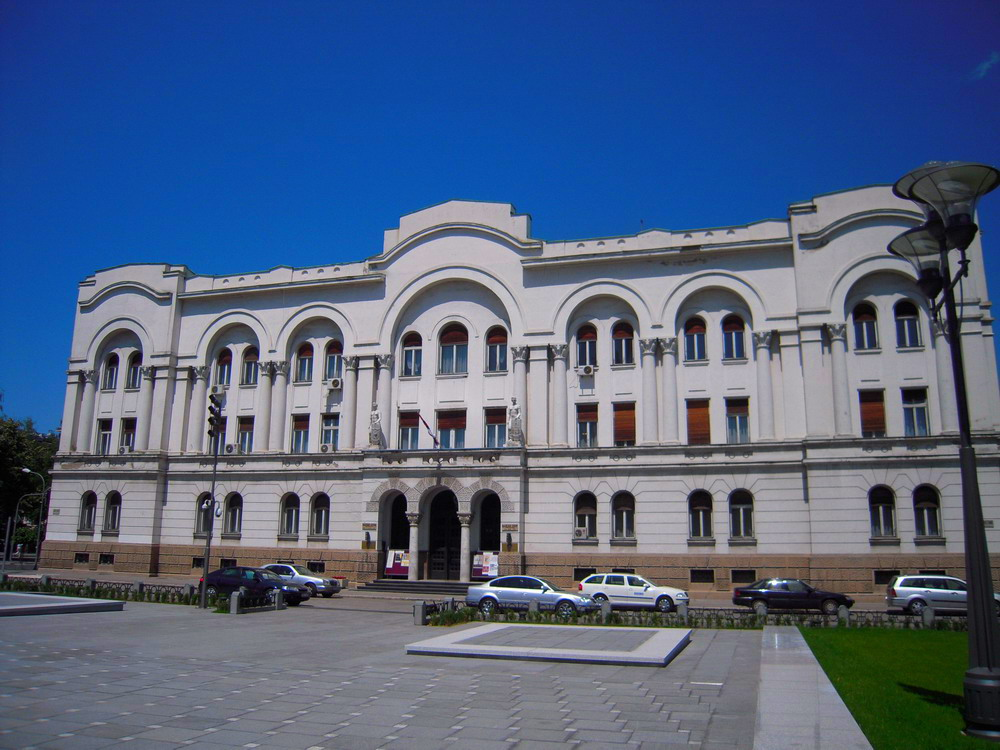